# Anaxyrus woodhousii
Anaxyrus woodhousii е вид жаба от семейство Крастави жаби (Bufonidae). Възникнал е преди около 4,9 млн. години по времето на периода неоген. Видът е незастрашен от изчезване.

## Разпространение
Разпространен е в Мексико и САЩ.

## Описание
Популацията на вида е стабилна.